# Omar Larrosa
Omar Ruben Larrosa (* 18. listopad 1947, Lanús) je bývalý argentinský fotbalista. Nastupoval především na postu záložníka.
S argentinskou reprezentací se stal mistrem světa roku 1978, na závěrečném turnaji nastoupil ke dvěma zápasům. V národním týmu odehrál 11 utkání.
Čtyřikrát se stal mistrem Argentiny, jednou s Boca Juniors (1970), jednou s Huracánem (1973), dvakrát s Independiente Avellaneda (1977, 1978). Krom toho se s klubem Comunicaciones stal mistrem Guatemaly (1971). Nejvyšší argentinskou soutěž hrál i za Argentinos Juniors, Vélez Sársfield a San Lorenzo Almagro.